# Bashir Shihab II
Bashir Shihab II (1767 en Ghazir - 1850 en Constantinopla) fue un libanés emir que gobernó el Líbano en la primera mitad del siglo XIX, fue el segundo gobernante, el primero fue Fakhr-al-Din II en el siglo XVII.

## Historia
Bashir nació en una noble familia Chehab, quienes llegaron al poder en 1697. A pesar de sus nobles raíces nació en la pobreza y se casó con una rica heredera. En 1788, tras la abdicación de su predecesor, fue elegido emir y gobernaría bajo la soberanía otomana, siendo nombrado (wali) o gobernador de Monte Líbano, el Valle de la Beqaa y Amil Jebel, así como otros territorios que formaban dos tercios del territorio de lo que es hoy el Líbano. 
En 1799 Bashir se negó a asistir a Napoleón, durante el asedio de este en Acre. Este fue uno de los factores que causaron el fracaso de Napoleón en esa región y motivo de su regreso en junio a Egipto.
Uno de los notables monumentos dejados por Bashir, es el magnífico palacio de Beit ed-Dine, que comenzó a construir inmediatamente después de tomar el poder en 1788. Trasladó su gobierno de Deir el Qamar a Beit ed-Dine. En la actualidad su familia sigue siendo una de las más prominentes en el Líbano y sus descendientes directos residen actualmente en Turquía, donde se conoce como la familia Paksoy.